# Řád svatojakubských rytířů

Symbol svatojakubského řádu – meč zvaný la Espada

Řád ze Santiaga (španělsky Orden de Santiago), česky znám jako Řád svatojakubských rytířů či nejpřesněji Řád sv. Jakuba z Compostely, je španělským rytířským řádem, který je aktivní i v současnosti. Byl založen r. 1170 na základě rytířského bratrstva, chránícího poutníky do poutního místa Santiago de Compostela v Galicii.
Řád byl založen leonským králem Ferdinandem II., který spolu s ním bojoval proti muslimům. Prvním sídlem řádu byl hrad Cáceres, ale již r. 1174 rytíři přesídlili na hrad Uclés v Kastilii a kastilský král Alfons VIII. Kastilský se stal hlavním protektorem řádu. Jako řád potvrdil bratrstvo papež Alexandr III. r. 1175.

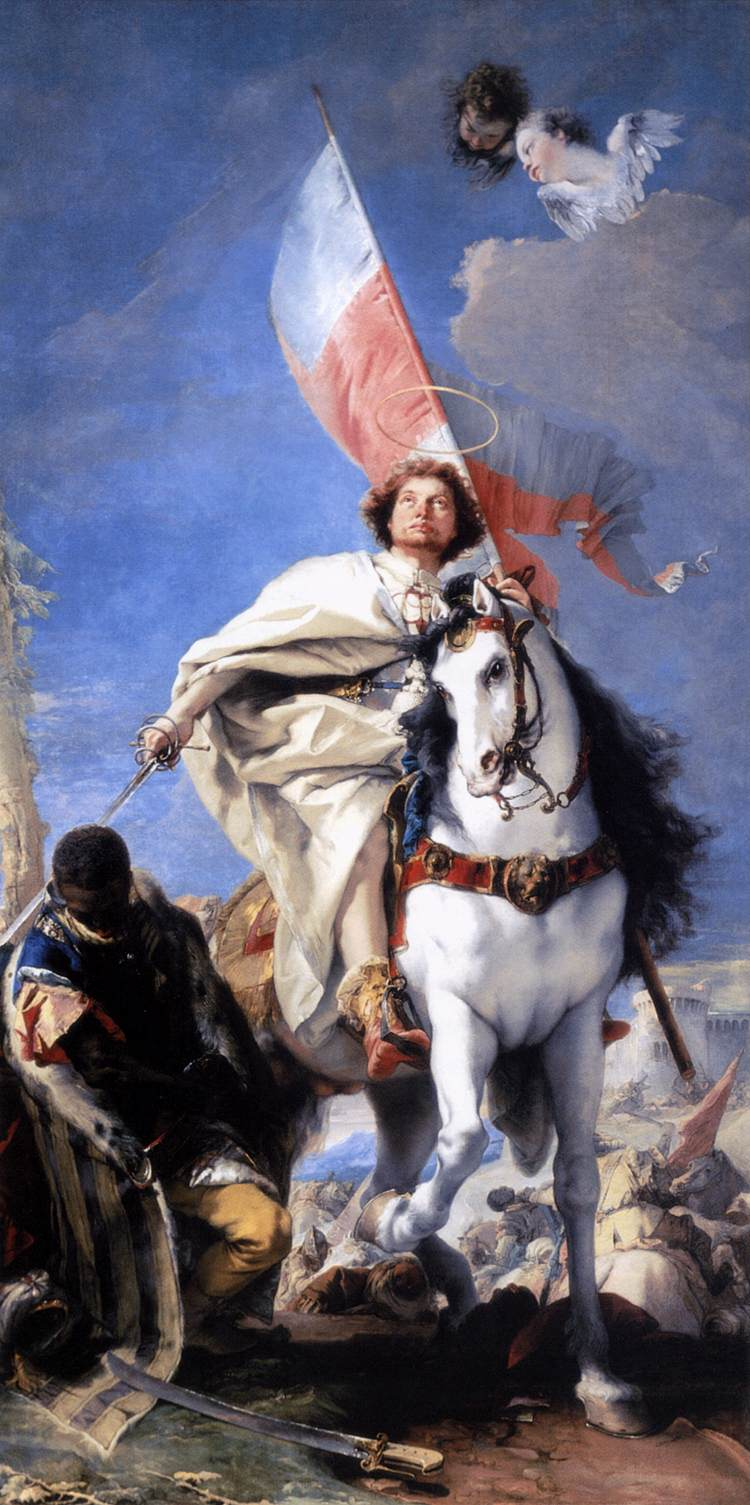
Sv. Jakub jako vítěz nad Maury v řádovém oděvu, Giovanni Battista Tiepolo (Muzeum krásného umění, Budapešť)

Symbolem řádu je červený svatojakubský kříž na bílém poli, patronem řádu je sv. Jakub Větší. Cílem řádu byla obrana proti muslimům. Rytíři nosili bílý oděv s červeným řádovým křížem.
Jejich řehole, založená na augustiniánské, byla specifická, neboť od počátku bylo možné přijímat ženaté muže. Ti pobývali v řádových pevnostech se svými rodinami, o které se řád v případě válečné výpravy staral a členkami řádu se mohly stát i ženy. Děti rytířů, poté co odrostly, mohly vstoupit do řádu, nebo si mohly vybrat světské povolání. Samozřejmě, že si ženatí rytíři museli předem vyžádat souhlas krále, a že museli žít během církevních svátků uvnitř kláštera. Přesto díky této možnosti řád velice rychle rostl v počtech členů i na majetku, a na svém vrcholu měl řád více majetku než calatravští rytíři a alcantárští rytíři dohromady.
V samotném Španělsku měl řád 83 komend, 2 města, 178 vesnic, 200 farností, 5 nemocnic, 5 konventů a univerzitu v Salamance. Řád měl asi 400 rytířů a mohl postavit dalších 1000 kopiníků. Kromě Španělska měli majetky i ve Francii, Itálii, Svaté zemi a Uhrách.
Portugalská větev řádu Řád svatého Jakuba od meče se stala autonomní r. 1288 a r. 1316 se stala samostatnou.
Stejně jako ostatní španělské řády se r. 1499 řád stal monarchickým řádem, pevně spojeným se španělskou korunou, což r. 1523 potvrdil i Svatý stolec. Od té doby má řád jako velmistra španělského krále a z původně duchovního vojenského bratrstva se stalo vyznamenání, udělované za zásluhy o stát a dynastii.
Řád přišel r. 1835 o majetek, ale funguje dodnes. Velmistrem řádu je španělský král Filip VI. Španělský, velkokomandérem je Carlos, vévoda z Kalábrie. Řád má 35 rytířů a 30 noviců, kteří musejí být urozeného původu až ke všem svým prarodičům, musejí být katolíci a nesmí být z nekřesťanských předků.

## Seznam velmistrů

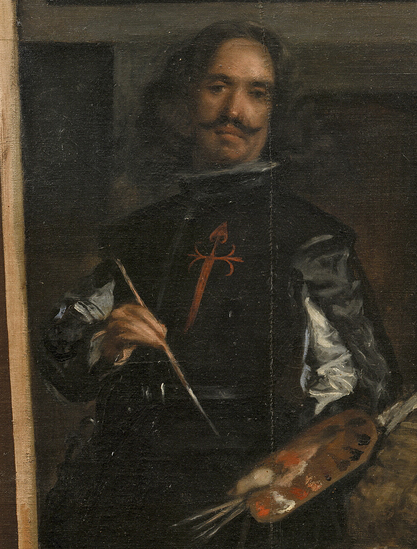
Autoportrét Diego Velázqueze s řádovým křížem, který dostal r. 1659. Je legenda, že sám král namaloval řádový kříž na tento obraz z r. 1656

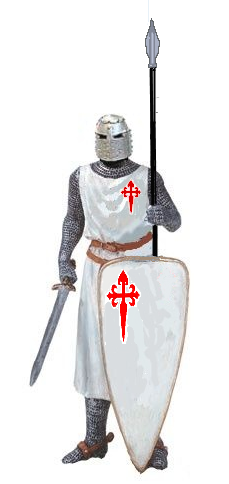
Rytíř řádu sv. Jakuba

1. Pedro Fernández de Fuentencalada (1170–1184)
2. Fernando Díaz (1184–1186)
3. Sancho Fernández de Lemus (1186–1195)
4. Gonzalo Rodríguez (1195–1203)
5. Gonzalo Ordóñez (1203–1204)
6. Suero Rodríguez (1204–1205)
7. Sancho Rodríguez (1205–1206)
8. Fernando González de Marañón (1206–1210)
9. Pedro Arias (1210–1212)
10. García González de Arauzo (1212–1217)
11. Martín Peláez Barragán (1217–1221)
12. García González de Candamio (1221–1224)
13. Fernán Pérez Chacín (1224–1225)
14. Pedro Alonso (1225–1226)
15. Pedro González (1226–1237)
16. Rodrigo Íñiguez (o Yáñez) (1237–1242)
17. Pelayo Pérez Correa (1242–1275)
18. Gonzalo Ruiz Girón (1275–1277)
19. Pedro Núñez (1277–1286)
20. Gonzalo Martel (1286)
21. Pedro Fernández Mata (1286–1293)
22. Juan Osórez (1293–1311)
23. Diego Muñiz (1311–1318)
24. García Fernández (1318–1327)
25. Vasco Rodríguez de Coronado (1327–1338)
26. Vasco López (1338)
27. Alonso Meléndez de Guzmán (1338–1342)
28. Fadrique Alfonso de Castilla (1342–1358)
29. Garci (o García) Álvarez de Toledo (1359–1366)
30. Gonzalo Mejía (1366–1371)
31. Fernando Osórez (1371–1383)
32. Pedro Fernández Cabeza de Vaca (1383–1384)
33. Rodrigo González Mejía (1384)
34. Pedro Muñiz de Godoy (1384–1385)
35. García Fernández de Villagarcía (1385–1387)
36. Lorenzo I Suárez de Figueroa (1387–1409)
37. Enrique de Aragón (1409–1445)
38. Álvaro de Luna (1445–1453)
39. Juan II (1453), administrátor
40. Enrique IV de Castilla (1453–1462), administrátor
41. Beltrán de la Cueva (1462–1463)
42. Alfonso de Castilla (1463–1467)
43. Juan Pacheco (1467–1474)
44. Alonso de Cárdenas (1474–1476 v Leónu) (poprvé)
45. Rodrigo Manrique (1474–1476 v Kastilii)
46. Fernando II de Aragón (1476–1477), administrátor
47. Alonso de Cárdenas (1477–1493) (podruhé)
48. králové Španělska (od r. 1493)

## Literatura

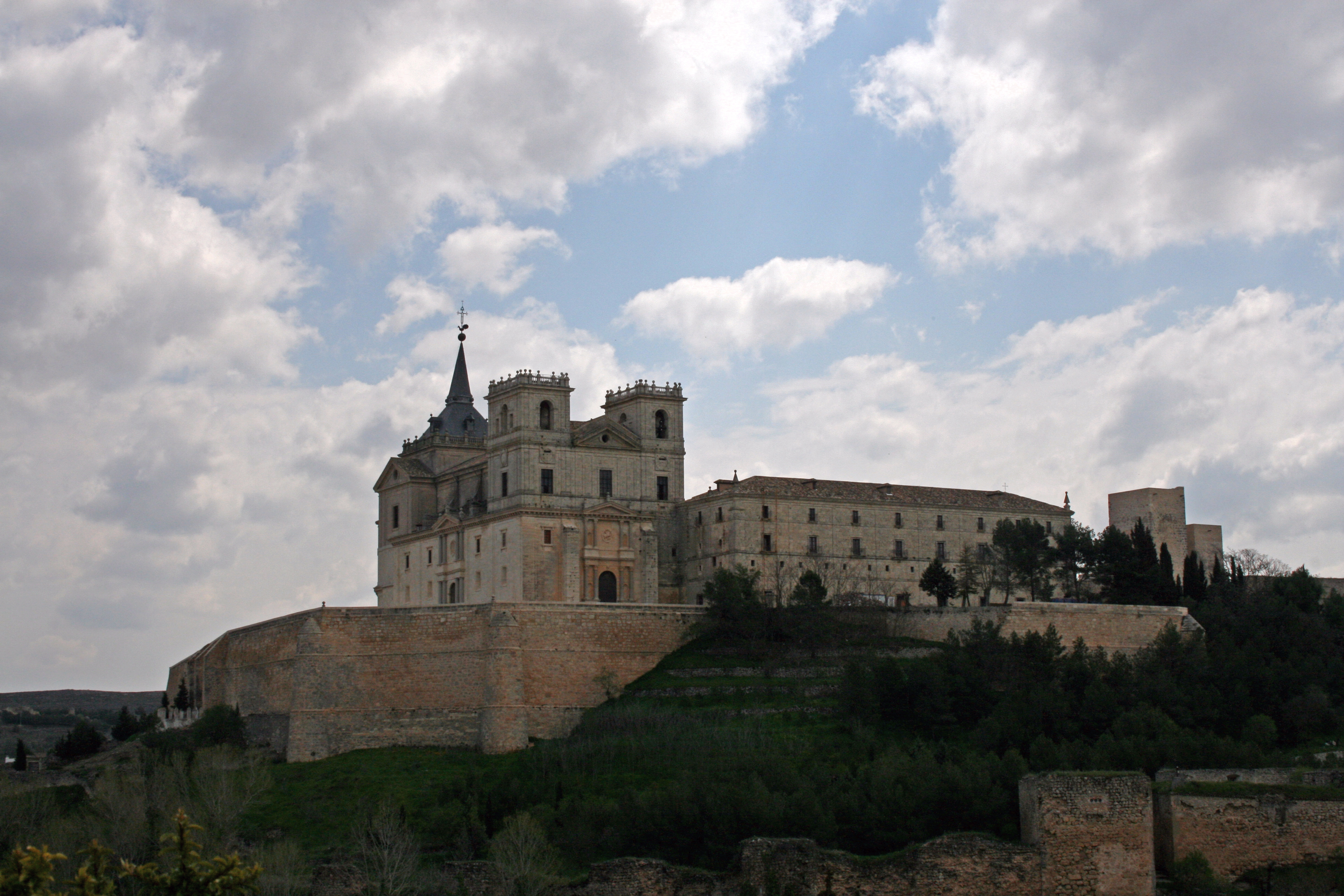
Hrad v Ucles – hlavní sídlo řádu